# Voyageur-kilomètre
Le voyageur-kilomètre ou passager-kilomètre est une unité de mesure de quantité de transport correspondant au transport d'une personne sur un kilomètre. La quantité de transport s'appelle le volume de transport.
L'Organisation de l'aviation civile internationale a normalisé l'expression « passager-kilomètre payant » (PKP), en anglais RPK ((en) Revenue Passenger Kilometer). Elle définit les passagers-kilomètres réalisés ainsi:

« Somme des produits obtenus en multipliant le nombre de passagers payants transportés sur chaque étape par la longueur de l’étape. Cette somme correspond au nombre total de kilomètres parcourus par l’ensemble des passagers. »